# Poul Johansen (fotograf)
 Der er flere personer med dette navn, se Poul Johansen.
Poul Johansen (født 11. oktober 1909, død 18. august 1973) var en dansk fotograf. Han blev allerede i 1920'erne elev af Peter Elfelt og videreførte dennes virksomhed som kongelig hoffotograf indtil 1973..
Poul Johansen er begravet på Vestre Kirkegård.